# Рене Зазо
Рене Зазо (на френски: René Zazzo) е френски психолог и педагог.

## Биография
Роден е на 27 октомври 1910 година в Париж, Франция. В периода 1930 – 1933 изучава философия в Сорбоната, а по съвет на Майерсън и Анри Валон заминава на обучение в лабораторията на Гезел в Йейлския университет, където специализира детска психология.
След като се завръща във Франция, Зазо започва да работи във Френския национален център за научни изследвания и създава лаборатория за детска психобиология и практическо училище за висши изследвания. Когато германците нападат Париж през Втората световна война, той управлява лабораторията по психопатология в болницата Анри Русел. Публикува първата си книга по време на войната. Тя е издадена през 1942 и е посветена на изследването на пионерите на американската психология. След това влиза във Френската съпротива.
През 1945 година, Зазо е помолен да открие първите програми по училищна психология. Той иска най-вече да помогне на деца, които не успяват в училище, отколкото да открива психологически проблеми у тях.
През 1950 година преподава едновременно в Института по психология, Националния институт за професионално ориентиране и Лабораторията към Училището за практически научни изследвания, където наследява Валон, преди да стане президент на Френското дружество по психология през 1955 и през 1977 година.
През 1967 година става президент на Френското общество по психология, а през 1968 година е назначен за президент на Френската изследователска група за невропсихопатология на детето (Groupement Français d'Études de Neuro-Psychopathologie Infantile).
Умира на 20 септември 1995 година в Перо Гире на 84-годишна възраст.

## Научна дейност
В основата си, повечето от изследванията на Зазо са свързани с детската психология. Той е един от първите, които изучават група от проблеми, свързани с дислексията и инвалидността. Разглеждайки развитието на деца, смятани за недъгави, Зазо предлага концепцията за „олигофренната хетерохрония“, за да покаже, че тяхното развитие, сравнено с това на нормалните деца, се проявява с различна степен, според засегнат определен психобиологичен сектор. Главните изследвания на Зазо в периода 1950 – 1980 се центрират около това, което той нарича „принципен проблем на психологията“ или този за идентичността: как човешката психика се самоизгражда? Полетата, в които работи са различни опити да даде отговори на този въпрос.